# Morona Santiago
Morona Santiago är en provins i Ecuador. Den administrativa huvudorten är Macas. Befolkningen beräknas till 115 412 invånare på en yta av 23 875 kvadratkilometer.

## Administrativ indelning
Provinsen är indelad i 12 kantoner:
- Gualaquiza
- Huamboya
- Limón Indanza
- Logroño
- Morona
- Pablo Sexto
- Palora
- San Juan Bosco
- Santiago de Méndez
- Sucúa
- Taisha
- Tiwintza